# Нільтава гімалайська
Нільтава гімалайська (Cyornis magnirostris) — вид горобцеподібних птахів родини мухоловкових (Muscicapidae). Мешкає в Південно-Східній Азії.

## Таксономія
Гімалайська нільтава раніше вважалася підвидом гірської нільтави, однак за результатами молекулярно-генетичного дослідження була визнана окремим видом.

## Поширення і екологія
Гімалайські нільтави гніздяться в тропічних лісах Східних Гімалаїв, на крайньому сході Непалу, в Бутані, в індійському штаті Аруначал-Прадеш. Зимують в Таїланді і на Малайському півострові. Деякі індійські популяції можуть бути осілими.